# Erwin Kalser
Erwin Kalser (* 22. Februar 1883 in Berlin; † 26. März 1958 ebenda; gebürtig Erwin Kalischer) war ein deutscher Schauspieler und Theaterregisseur.

## Leben
Er studierte an der Technischen Hochschule zu Charlottenburg, der Universität Berlin sowie der Universität Freiburg Architektur, Kunstwissenschaft und Germanistik und wurde an der Universität Berlin 1907 aufgrund einer Arbeit über Conrad Ferdinand Meyer in seinem Verhältnis zur italienischen Renaissance zum Dr. phil. promoviert. 1907 nahm er als Schauspieler teil an Emil Geyers Märkischem Wandertheater. 1911 begann er seine Karriere an den Münchner Kammerspielen, wo er bis 1922 blieb. Zu seinen Rollen gehörte 1917 der Kassierer in der Uraufführung von Georg Kaisers Von morgens bis Mitternacht. 1918 übernahm er die Titelrolle in Johsts Der Einsame und 1920 in Der König, 1920 spielte er den Dichter in Sorges Der Bettler.
1922 wechselte er nach Berlin. Hier spielte er zunächst am Staatstheater und ab 1926 unter Erwin Piscator an der Volksbühne Berlin und am Theater am Nollendorfplatz. Wichtige Rollen hier waren unter anderem 1926 der Oberst in der Uraufführung von Paquets Sturmflut, 1927 der Zar in der Inszenierung von Tolstojs Rasputin (mit Tilla Durieux) und seine Mitwirkung in der Uraufführung von Mehrings Der Kaufmann von Berlin. Einige Male war er als Regisseur tätig. Gelegentlich und im Tonfilmzeitalter vermehrt stand Kalser auch vor der Kamera.
1933 emigrierte er in die Schweiz und arbeitete am Schauspielhaus Zürich. Hier sah man ihn 1936 als alten Rabbiner in Else Lasker-Schülers Arthur Aronymus, und 1939 inszenierte er Wilders Unsere kleine Stadt.
Seit 1939 lebte er in Hollywood und wirkte hier in mehreren Filmproduktionen mit, in denen er ältere, kultivierte Herren darstellte. Mehrmals verkörperte er einen Arzt oder Rot-Kreuz-Vertreter wie noch in Billy Wilders Stalag 17, wo er als solcher die Unterbringung amerikanischer Kriegsgefangener in deutschen Lagern begutachtete.
Von 1946 bis 1951 stand Kalser erneut am Schauspielhaus Zürich auf der Bühne, 1952 kehrte er nach Deutschland zurück. Bis zu seinem Tod war er Mitglied des Ensembles der Staatlichen Schauspielbühnen Berlin. Am Schillertheater und am Schlossparktheater erhielt er tragende Altersrollen wie Shrewsbury in Maria Stuart (1952), Großinquisitor in Don Carlos (1955), Arnolphe in Molières Die Schule der Frauen (1955), Philemon in Ahlsens Philemon und Baucis, Polonius in Hamlet (1957), Kaiser in Das Käthchen von Heilbronn (1957) und die Titelrolle in Nathan der Weise (1957).
Kalser war mit der Drehbuchautorin Irma von Cube verheiratet. Sein Sohn war der Produzent und Regisseur Konstantin Kalser.

## Filmografie (Auswahl)
- 1920: George Bully
- 1922: Die Talfahrt des Severin Hoyer
- 1923: I.N.R.I.
- 1925: Namenlose Helden
- 1928: Anastasia, die falsche Zarentochter
- 1928: Rasputins Liebesabenteuer
- 1929: Napoleon auf St. Helena
- 1930: Die letzte Kompagnie
- 1930: Der Schuß im Tonfilmatelier
- 1930: Dreyfus
- 1930: Ein Burschenlied aus Heidelberg
- 1931: Der Herzog von Reichstadt
- 1932: Der weiße Dämon
- 1932: Eine von uns
- 1932: Unheimliche Geschichten
- 1932: Das erste Recht des Kindes
- 1933: Rund um eine Million
- 1933: Herthas Erwachen
- 1933: Was wissen denn Männer
- 1938: Füsilier Wipf
- 1941: Dressed to Kill
- 1941: The Devil Commands
- 1942: Kings Row
- 1943: Botschafter in Moskau (Mission to Moscow)
- 1943: Watch on the Rhine
- 1944: Address Unknown
- 1944: They Live in Fear
- 1945: Hotel Berlin
- 1948: Nach dem Sturm
- 1952: Frau in Weiß (The Girl in White)
- 1953: Stalag 17
- 1955: Der 20. Juli
- 1956: Stresemann